# Синайска агама
Синайските агами (Pseudotrapelus sinaitus) са вид дребни влечуги от семейство Агамови (Agamidae). Те са представител на род Pseudotrapelus, отличаващ се от близкородствения род Агами (Agama) по това, че най-дългият пръст е третият, а не четвъртият.

## Разпространение
Разпространени са в Североизточна Африка и Югозападна Азия.

## Описание
Представляват гущери с дължина до 25 cm. Крайниците и опашката им са дълги и тънки и им дават възможност да се катерят и бягат с лекота.
През размножителния сезон мъжките придобиват ярко син цвят, а женските – кафявочервени петна.

## Хранене
Активни са през деня, като се хранят главно с насекоми, други членестоноги, както и с растителна храна.